# LED branco
O LED branco, desenvolvido por engenheiros da General Electric, é um tipo especial de LED, que combina diferentes comprimentos de onda (espetro visível) para formar a luz branca. Esse componente é feito a partir de um único tipo de molécula, no caso, partículas de fósforo.
O fósforo depositado em cima do material semicondutor de um LED ultravioleta faz a conversão da luz UV para a luz branca como uma lâmpada fluorescente comum. Outros pigmentos podem ser adicionados para fazer diversos tipos de luz que normalmente não se encontra em LEDs.